# Marathon (canoë-kayak)
Pour les articles homonymes, voir Marathon.

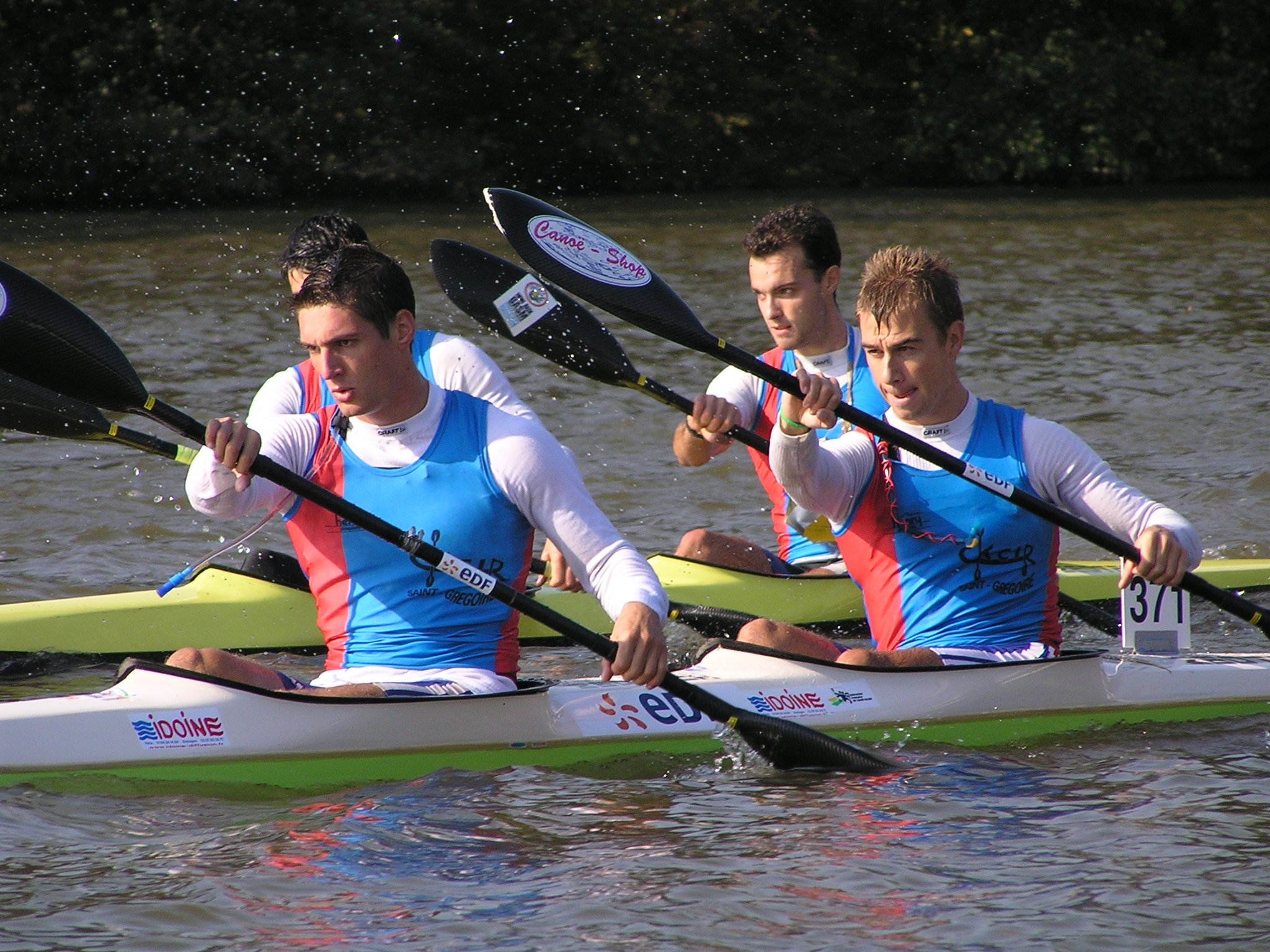
Championnat de France de canoë-kayak marathon à Charleville-Mézières le 16 octobre 2006.

Le marathon est une discipline de canoë-kayak cousine de la course en ligne. Comme son nom l’indique, l’épreuve se déroule sur une longue distance, sur fleuve ou sur lac.
Les embarcations respectent le règlement de la course en ligne à l'exception du poids des bateaux. À titre d'exemple, les canoës monoplaces pèsent au minimum 10 kg et les kayaks monoplaces 8 kg. Le marathon s'effectue sur des parcours de 20 à 50 km avec des portages (c'est-à-dire une sortie de l'eau avec le canoë, un ravitaillement éventuel et retour sur l'eau). 
À noter qu'il existe en France de nombreuses courses de longue distance telles que le marathon de l'Ardèche, le marathon d'Argentat qui sont ouverts aussi bien aux embarcations de descente que de course en ligne. Celles-ci ne répondent pas en totalité à la définition du marathon FIC et requièrent souvent un matériel spécifique (gouvernail escamotable, pagaie renforcée comme en descente…). 

## Championnats du monde
Les premiers championnats du monde de marathon ont été organisés en 1988 à Nottingham en Angleterre.

## Championnats d'Europe
Les premiers championnats d'Europe de marathon ont été organisés en 1995 à Murcie en Espagne.